# Zimna wojna (film 2018)
Zimna wojna – melodramat filmowy z 2018 w reżyserii Pawła Pawlikowskiego, zrealizowany w polsko-francusko-brytyjskiej koprodukcji według scenariusza napisanego razem z Januszem Głowackim i Piotrem Borkowskim. Bohaterami filmu są pianista Wiktor (Tomasz Kot) i  doświadczona życiowo członkini zespołu muzyki ludowej Zula (Joanna Kulig), którzy w okresie zimnej wojny miotają się między Europą Zachodnią a blokiem wschodnim w poszukiwaniu szczęścia.
Ukończywszy prace nad filmem Ida (2013), Pawlikowski zamierzał nakręcić opowieść inspirowaną życiem swoich rodziców. Film Pawlikowskiego został dofinansowany przez Polski Instytut Sztuki Filmowej i nakręcony w ciągu 66 dni zdjęciowych. Za monochromatyczne, wystudiowane zdjęcia do Zimnej wojny odpowiadał Łukasz Żal. Łączny budżet filmu wyniósł około 22 milionów złotych.
Zimna wojna odniosła znaczący sukces artystyczny, spotykając się z pozytywnymi recenzjami krytyków. Jako zalety filmu wskazywano lekką narrację – spotęgowaną przez ścieżkę dźwiękową – a także staranną kompozycję kadrów; wśród wad filmu wymieniano natomiast wygrywany przez reżysera stereotypowy kontrast między kulturą polską a zachodnioeuropejską. Na Festiwalu Filmowym w Cannes Pawlikowski odebrał statuetkę dla najlepszego reżysera, a film otrzymał pięć Europejskich Nagród Filmowych (dla najlepszego filmu, za scenariusz, reżyserię, montaż oraz rolę Kulig). Zimna wojna była również trzykrotnie nominowana do Oscara (dla filmu nieanglojęzycznego, za najlepszą reżyserię i najlepsze zdjęcia), a z uznaniem spotkała się także w Polsce, zdobywając Złote Lwy na Festiwalu Polskich Filmów Fabularnych i siedem statuetek podczas rozdań Polskich Nagród Filmowych.

## Fabuła
W Polsce po II wojnie światowej Wiktor i Irena przeprowadzają przesłuchania do sponsorowanego przez państwo zespołu muzyki ludowej. Uwagę Wiktora natychmiast przykuwa Zula, ambitna i urzekająca dziewczyna, która udaje chłopskie pochodzenie i jest na zwolnieniu warunkowym, odkąd zaatakowała maltretującego ją ojca. Wiktor i Zula szybko zakochują się w sobie, a po przedstawieniu dochodzi między nimi do zbliżenia. Później Wiktor i Irena pod presją biurokratów muszą włączyć do swoich przedstawień prokomunistyczną i prostalinowską propagandę, co umożliwiłoby zespołowi podróż po bloku wschodnim. Zarówno Wiktor, jak i Irena są przeciwni zmianom, ale kierowany karierą oportunista Kaczmarek zgadza się na nie, a urażona Irena odchodzi. Kaczmarek interesuje się też Zulą i naciska na nią, by szpiegowała Wiktora dla niego, ale Zula odmawia mu podania jakichkolwiek obciążających informacji. Kiedy zespół odwiedza Berlin Wschodni, Wiktor planuje ucieczkę na zachód z Zulą, a oni sami utwierdzają się we wzajemnej miłości. Zula nie pojawia się jednak na randce z Wiktorem, więc ten sam przekracza granicę.
Po latach Zula spotyka się z Wiktorem w Paryżu, gdzie pracuje w klubie jazzowym. Mimo że oboje mają innych partnerów, ich wzajemny pociąg jest oczywisty. Kiedy Wiktor pyta Zulę, dlaczego nie pojawiła się z nim, by przekroczyć granicę, ta mówi, że nie miała do niego zaufania. Rok później Wiktor bierze udział w jednym z występów zespołu w Jugosławii, gdzie Zula dostrzega go na widowni i okazuje wstrząs. Dwa lata później Wiktor pracuje w Paryżu jako kompozytor muzyki filmowej, gdzie Zula spotyka się z nim ponownie; wyszła za mąż za innego mężczyznę, by zdobyć wizę i być z Wiktorem. Wiktor próbuje umożliwić Zuli karierę solistki, przedstawiając jej przyjaciela, producenta filmowego Michela. Tymczasem Zula staje się zazdrosna o dawne kochanki Wiktora, a ponieważ praca nad jej płytą odbija się na ich związku, zaczyna mocno pić i wyprawiać publiczne ekscesy. Mimo że kontrakt płytowy zostaje podpisany, Zula pozostaje sfrustrowana i nieszczęśliwa. Ujawnia, że miała romans z Michelem i obraża Wiktora, co powoduje, że ten ją uderza. Później Zula znika, a kiedy Wiktor konfrontuje się z Michelem, on ujawnia, że ta wróciła do Polski.
Wbrew radzie polskiego ambasadora w Paryżu Wiktor wraca do Polski. Zula spotyka się z nim w obozie pracy, gdzie ujawnia, że został skazany na „hojną” karę 15 lat ciężkiej pracy pod zarzutem wielokrotnego przekraczania granic i szpiegostwa; jego ręka została złamana w wyniku tortur, co zakończyło jego muzyczną karierę. Zula obiecuje, że go uwolni. Po latach uwolniony Wiktor spotyka się z Kaczmarkiem w klubie, w którym występuje Zula, obecnie ledwo funkcjonująca alkoholiczka. Zula zaaranżowała wcześniejsze uwolnienie Wiktora, zgadzając się na małżeństwo z Kaczmarkiem, a teraz ma z nim syna. Wiktor i Zula uciekają razem do łazienki, gdzie ona błaga Wiktora, by ją uratował. Oboje jadą autobusem do opuszczonego kościoła widzianego na początku filmu, gdzie przygotowują się do wspólnego samobójstwa. Po zażyciu pigułek para obserwuje krajobraz. Zula sugeruje, aby razem obejrzeli go „z drugiej strony”; oboje wstają i umykają wzrokowi widza, gdy pola pszenicy kołyszą się na wietrze.

## Obsada

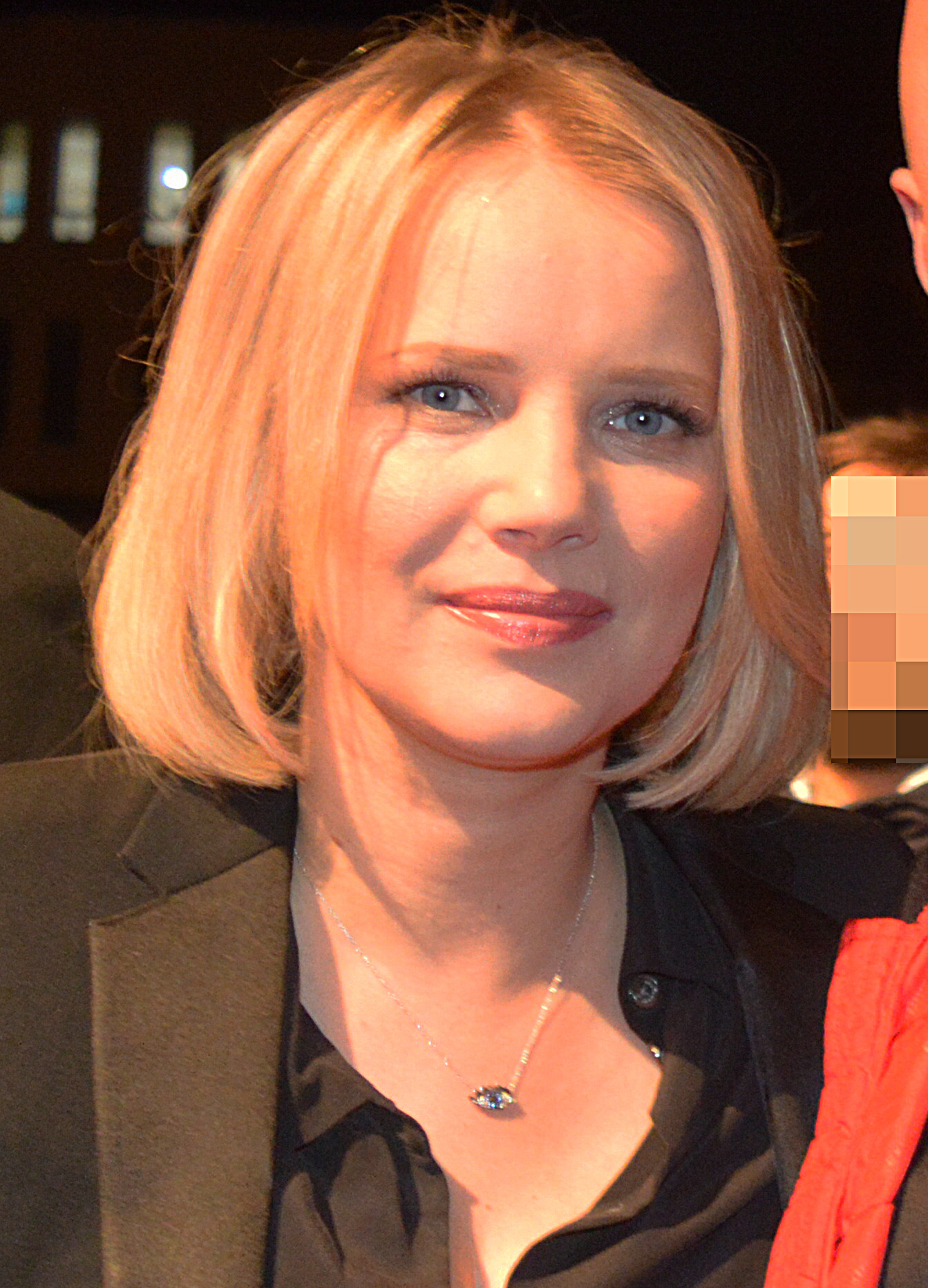
Joanna Kulig, odtwórczyni roli Zuli

Źródło: Filmpolski.pl
- Joanna Kulig – Zula Lichoń
- Tomasz Kot – Wiktor Warski
- Borys Szyc – Lech Kaczmarek
- Agata Kulesza – Irena Bielecka
- Giorgio Jerzy Rayzacher – pisarz
- Adam Woronowicz – konsul
- Adam Ferency – minister
- Jeanne Balibar – Juliette
- Cédric Kahn – Michel
- Adam Szyszkowski – strażnik obozu

## Produkcja
Reżyserem Zimnej wojny był Paweł Pawlikowski, który po sukcesie Idy (2013) zamierzał nakręcić historię o podłożu osobistym. Historię zaprezentowaną w filmie Pawlikowski oparł na losach swoich rodziców: „Rodzice byli nietypową parą. Ich związek i życiowe zakręty – rozstania, powroty, wyjazd za granicę... Wszystko to głęboko we mnie tkwiło. Ich skomplikowana miłość jest dla mnie jak gdyby matką wszystkich historii miłosnych”. Owa ciągła migracja rodziców wpłynęła również na postrzeganie Polski przez Pawlikowskiego: „Mieszkałem w różnych krajach [...]. Ale stale wracałem do Warszawy. Na Wigilię, na Wielkanoc. Polska nigdy nie przestała we mnie budzić emocji”. Opowiadając losy pojedynczych osób, Pawlikowski miał na celu dotarcie do esencji polskości, nie uciekając jednak w martyrologię:

Filmy historyczne, które kiedyś promowali komuniści, a teraz [2019] nasz rząd, sprowadzają się zazwyczaj do jakiejś uproszczonej „narracji”, w której bohaterowie są pionkami bez życia, ilustracją pewnej tezy, pustym miejscem. Tego się nie da oglądać. Ja wolę psychologicznie prawdziwe, uniwersalne opowieści o ludziach, żyjących w świecie naznaczonym przez historię. W takich filmach historia ożywa, nabiera barw, prawdy.

Przy pisaniu scenariusza Pawlikowski korzystał z pomocy Janusza Głowackiego, który zmarł w 2018. Głowacki zdaniem reżysera Idy „miał coś z mojego ojca. Uosabiał to, co w Polsce cenię i lubię: polot, poczucie absurdu, duch przekory, sprzeciw wobec głupoty”. Zimna wojna została na etapie projektu oceniona przez ekspertów Polskiego Instytutu Sztuki Filmowej jako bardzo dobra i decyzją dyrektor Magdaleny Sroki dofinansowana kwotą 3 milionów złotych, a w trakcie postprodukcji nowe kierownictwo Radosława Śmigulskiego podwyższyło ową kwotę o 1 milion złotych na potrzeby prezentacji filmu przed Festiwalem Filmowym w Cannes.
Główną rolę męską otrzymał Tomasz Kot, gdyż Pawlikowski był pod wrażeniem odegranej przez aktora roli Zbigniewa Religi w filmie Bogowie (2014) Łukasza Palkowskiego. Z odtwórczynią roli Zuli, Joanną Kulig, Kot współpracował jeszcze podczas prac zdjęciowych nad filmem Disco polo (2015) Macieja Bochniaka. Kulig była zaznajomiona z metodami pracy Pawlikowskiego, gdyż uczestniczyła w zdjęciach zarówno do Kobiety z piątej dzielnicy (2011), jak i Idy. Kulig opisywała w następujący sposób metodę twórczą reżysera: „Żeby ustawić perfekcyjnie kadr, nadać odpowiednie światło wydobywające muzykalność i emocje, każe powtarzać sceny 15, 20 razy. Czasami więcej”. Oboje aktorów przygotowywało się do swych ról w inny sposób. Podczas gdy Kulig pobierała lekcje śpiewu w Zespole Pieśni i Tańca „Mazowsze”, Kot uczył się dyrygowania pod okiem Marcina Maseckiego.
Autorem zdjęć do Zimnej wojny był Łukasz Żal, który przedtem współpracował z Pawlikowskim przy kręceniu filmu Ida. Podobnie jak w przypadku poprzedniego filmu reżysera, Żal nakręcił film w odcieniach szarości. Początkowo rozważał wraz z Pawlikowskim zrobienie Zimnej wojny w kolorze, jednak obaj zdali sobie sprawę, że „czerń i biel dodadzą filmowi uroku. To działa znacznie lepiej niż wyprane kolory, przywodzące na myśl stare radzieckie kino. Zresztą, Polska w latach 50. i 60. była szara, chcieliśmy z tego czerpać”.
Okres zdjęciowy rozpoczął się w listopadzie 2016. Zdjęcia do filmu kręcono między innymi w pałacu rodziny Małachowskich w Białaczowie koło Opoczna (siedziba Zespołu „Mazurek”), przy ulicy Romualda Traugutta w Łodzi (ulica w Paryżu), w willi Leona Alarta przy ul. Wróblewskiego 38 w Łodzi (klatka schodowa), w Grand Hotelu w Łodzi (klub l’Eclipse, Cafe Select), na terenie ośrodka wypoczynkowego Buk w Rudach Raciborskich (muszla koncertowa), w ruinach świątyni z 1806 roku w Kniaziach i Nowosiedlinach. Łącznie proces kręcenia Zimnej wojny trwał 66 dni zdjęciowych. Budżet filmu wyniósł około 22 milionów złotych (4,3 miliona euro).

### Ścieżka dźwiękowa

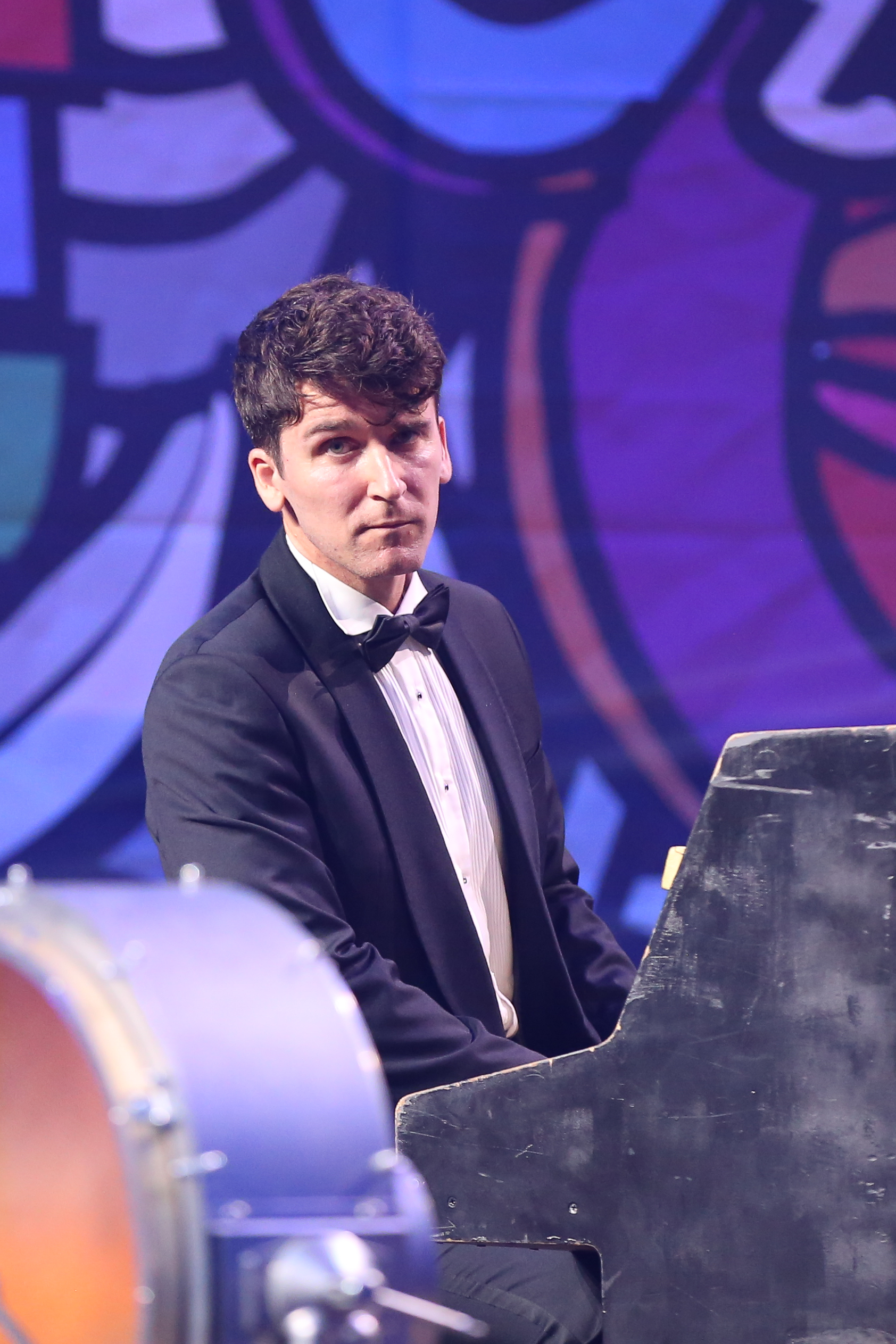
Marcin Masecki (2019)

Większość utworów do Zimnej wojny powstała dzięki aranżacji Marcina Maseckiego. Razem z Pawłem Pawlikowskim Masecki opracował cały zamysł warstwy dźwiękowej do filmu, w którym muzyka jest komentarzem do opowieści o miłości Zuli i Wiktora. Całej ścieżki dźwiękowej nie można jednak przypisać Maseckiemu, ponieważ w filmie zawarta została znaczna część utworów granych przez wiejskich muzykantów i opartych na oryginalnych opracowaniach muzyki ludowej.

## Odbiór

### Premiera i dochód
Premiera filmu odbyła się podczas 71. MFF w Cannes dnia 10 maja 2018, gdzie film trafił do konkursu głównego. W Polsce film pojawił się w kinach 8 czerwca 2018. Według serwisu Box Office Mojo Zimna wojna do marca 2020 przyniosła dochód w wysokości ponad 20,5 miliona dolarów, z czego 4,5 miliona dolarów to szacowany dochód w Polsce. Szacunkowo liczba osób, które obejrzały Zimną wojnę w kinach do marca 2020 wynosiła ponad 2 miliony, co zapewniło dystrybutorom zwrot poniesionych nakładów.

### Odbiór krytyczny
Zimna wojna została bardzo dobrze przyjęta zarówno przez rodzimych, jak i zagranicznych krytyków. Agnieszka Tambor z „Postscriptum Polonistycznego” pisała, iż „Zimna wojna to [...] nie tylko opowieść miłosna, ale także zapis trudnego fragmentu dziejów Europy. To właśnie ta historia i sposób jej opowiedzenia wydaje się największą siłą reżysera”. Zdaniem Michała Walkiewicza z portalu Filmweb siła Zimnej wojny wynika z umowności świata przedstawionego: „realizm nie wydaje się dla Pawlikowskiego najwyższą cnotą, a jego wyobraźnię wypełnia przede wszystkim kino. Zamiast skupiać uwagę na środowiskowym detalu, buduje swój film ze skrawków wyobrażeń na temat epoki, sarkastycznych skrótów, popkulturowych odniesień, filmowych powidoków”. Jakub Popielecki w recenzji dla „Przekroju” podkreślał lekkość formy, która przezwycięża ograniczenia melodramatu dzięki ścisłemu związkowi z muzyką: „Narracja płynie niczym piosenka, a same zmiany muzycznego stylu mówią nieraz więcej niż dialogi”. Także Janusz Wróblewski z tygodnika „Polityka” podkreślał, iż film Pawlikowskiego stanowi „dzieło poetyckie, a zarazem uniwersalne, lekkie i sprawiające wrażenie oczywistego, jednocześnie szalenie uduchowione, głębokie, nasycone miłością znajdującą swoje spełnienie dopiero w akcie samounicestwienia”.
Bywały również głosy bardziej sceptyczne wobec filmu Pawlikowskiego. Michał Piepiórka z „Czasu Kultury” wyraził opinię, iż „krystaliczna czystość narracji, prostota obrazu, minimalizm warstwy fabularnej, które odpowiadają za wytworzenie wspomnianych napięć semiotycznych, wyeliminowały z tej historii emocje”, w efekcie czego „tragiczna historia miłosna nie porusza i nie wciąga tak, jak powinna”. Również Iwona Kurz w recenzji dla „Dwutygodnika” stwierdziła, że „wystudiowane, czasem przekoncypowane, te obrazy pozostają w efekcie wychłodzone. Nie wierzę choćby w namiętność, którą reżyser podporządkowuje obrazom nocnego Paryża jako miasta miłości”. Krytycy wszak wyrażali przede wszystkim podziw dla ścieżki dźwiękowej oraz warstwy wizualnej. Agata Łysakowska-Trzoss z portalu Histmag.org stwierdziła, iż odpowiedzialny za zdjęcia Łukasz Żal „używa kamery jak pióra, kreśląc nią prawdziwe listy miłosne”, a sposób przeniesienia na język filmu polskiej muzyki ludowej jest „niesamowity [...]. Liczy się tylko jedno: dwa serduszka, cztery oczy…”
Również za granicą Zimna wojna była powszechnie doceniana. Peter Bradshaw z brytyjskiego „The Guardiana” zwrócił uwagę na „krystalicznie czyste, czarno-białe zdjęcia”, które wydobywają z filmu „chwile intymnej powagi i senne, oniryczne chwile popisów scenicznych”. Rachel Donadio z „The Atlantic” zwróciła uwagę, iż „w wizerunkach i twarzach wiejskiej Polski uwidaczniają się echa twórczości Romana Vishniaca, a zadymione, atrakcyjne ujęcia z Paryża przypominają te wykonane przez Roberta Doisneau’go”. Stephanie Zacharek z magazynu „Time” opisała film Pawlikowskiego jako „starannie dopracowaną sagę o romantycznych mękach, przepychu, zakazanych przejściach granicznych oraz kolejnych zdradach”. W amerykańskim „Variety” pojawiła się opinia, iż „wybrana z uczuciem ścieżka dźwiękowa, sięgająca od mrocznych hipnotyzujących ludowych ciekawostek, przez ostre akcenty bluesowe, aż po kulminacyjny, eteryczny rytm Bacha w interpretacji Glenna Goulda, jest być może najbardziej nieocenionym wkładem w film stworzony z niemal upiorną, wszechobecną precyzją”. Zdaniem Manohli Dargis z „The New York Timesa” dzieło Pawlikowskiego to „jeden z tych sentymentalnych romansów, które nadają cierpieniu styl wysoki”. Duet Kot – Kulig porównywany był do kreacji Humphreya Bogarta i Ingrid Bergman tudzież Omara Sharifa i Julie Christie; niekiedy Kota obwieszczano „polskim Gregorym Peckiem” lub „polskim Jamesem Bondem”.
Także w prasie francuskiej przeważały pochlebne recenzje: Anne Diatkine z „Libération” porównywała film Pawlikowskiego z arcydziełami francuskiego czarnego realizmu poetyckiego, a w „Téléramie” doznania z filmu odczytywano jako „jednocześnie intensywne i nieco nierealne, jak odległe fragmenty snu lub przeszłości, z których chciałoby się zachować jedynie istotne, bolesne i szczęśliwe wspomnienia”. Z obrzydzeniem potraktował natomiast Zimną wojnę Ariel Schweitzer z konserwatywnego „Cahiers du cinéma”, uznając film Pawlikowskiego za „zabytkowe kino”, które „kładzie nacisk na staranne odtworzenie atmosfery tego okresu bardziej niż na analizę polityczną”.
Agnieszka Morstin w swojej analizie Zimnej wojny stwierdziła, że w ekspozycji swego filmu „Pawlikowski sprawnie operuje stereotypem zacofania cywilizacyjnego jako ugruntowanym w wyobraźni zachodniego widza emblematem polskości. Przewrotnie wygrywa ten stereotyp, obnażając jego powierzchowność i protekcjonalne postrzeganie naszego kręgu kulturowego, prezentując obrazy polskiej wsi powojennej, której nędza idzie w parze z lokalną tradycją muzyczną urzekającą surowym pięknem”. Morstin porównała nawet grę Joanny Kulig w Zimnej wojnie do roli Zbigniewa Cybulskiego w Popiele i diamencie (1958) Andrzeja Wajdy, jako że Kulig „kreuje postać współczesną w kostiumie historycznym”, a jednocześnie jest „reprezentantką swojego pokolenia” – podobnie jak Cybulski. Porównując jednak film Pawlikowskiego z Podwójnym życiem Weroniki (1991) Krzysztofa Kieślowskiego – i zauważając spore podobieństwa między nimi – Morstin wywnioskowała, że oba filmy szybko zaczynają być przewidywalne i popadają w ów nieustannie wygrywany stereotyp: „Polskie nieokrzesanie i charakterystyczna słowiańska ociężałość należycie kontrastuje tu z francuską finezją”.

### Nagrody i nominacje
Zimna wojna była wielokrotnie nagradzana zarówno na polskich, jak i zagranicznych festiwalach. Na Festiwalu Filmowym w Cannes Paweł Pawlikowski został uhonorowany Złotą Palmą za reżyserię. Film był trzykrotnie nominowany do nagród Amerykańskiej Akademii Sztuki i Wiedzy Filmowej (Oscarów) oraz czterokrotnie do Nagród Brytyjskiej Akademii Filmowej, nie został jednak ostatecznie nagrodzony na żadnej z ceremonii rozdania tych nagród. Film otrzymał również pięć statuetek podczas rozdań Europejskich Nagród Filmowych, zdobył też Złote Lwy oraz trzy inne wyróżnienia na 43. Festiwalu Polskich Filmów Fabularnych w Gdyni, a także siedem Polskich Nagród Filmowych.
Brytyjski dziennik „The Guardian” umieścił Zimną wojnę na 7. miejscu na liście 50 najlepszych filmów dystrybuowanych w Wielkiej Brytanii w 2018. Benedict Cumberbatch w plebiscycie dla magazynu „Time Out” uznał dzieło Pawlikowskiego za najlepszy film dekady (2010–2019).
| Rok  | Organizator                                            | Nagroda                                          | Odbiorca                            | Wynik     |
| ---- | ------------------------------------------------------ | ------------------------------------------------ | ----------------------------------- | --------- |
| 2018 | Festiwal Filmowy w Cannes                              | Nagroda dla najlepszego reżysera                 | Paweł Pawlikowski                   | nagroda   |
| 2018 | Festiwal Filmowy w Cannes                              | Złota Palma                                      | Paweł Pawlikowski                   | nominacja |
| 2018 | Lubuskie Lato Filmowe                                  | Złote Grono                                      | Paweł Pawlikowski                   | nagroda   |
| 2018 | Festiwal Polskich Filmów Fabularnych                   | Złote Lwy                                        | Paweł Pawlikowski                   | nagroda   |
| 2018 | Festiwal Polskich Filmów Fabularnych                   | Nagroda za dźwięk                                | Maciej Pawłowski Mirosław Makowski  | nagroda   |
| 2018 | Festiwal Polskich Filmów Fabularnych                   | Nagroda za montaż                                | Jarosław Kamiński                   | nagroda   |
| 2018 | Festiwal Polskich Filmów Fabularnych                   | Złoty Kangur                                     | Paweł Pawlikowski                   | nagroda   |
| 2018 | Flanders International Film Festival                   | Grand Prix                                       | Paweł Pawlikowski                   | nagroda   |
| 2018 | Europejska Nagroda Filmowa                             | Najlepszy film                                   | Paweł Pawlikowski                   | nagroda   |
| 2018 | Europejska Nagroda Filmowa                             | Najlepszy reżyser                                | Paweł Pawlikowski                   | nagroda   |
| 2018 | Europejska Nagroda Filmowa                             | Najlepszy scenariusz                             | Paweł Pawlikowski                   | nagroda   |
| 2018 | Europejska Nagroda Filmowa                             | Nagroda za montaż                                | Jarosław Kamiński                   | nagroda   |
| 2018 | Europejska Nagroda Filmowa                             | Najlepsza aktorka                                | Joanna Kulig                        | nagroda   |
| 2018 | Europejska Nagroda Filmowa                             | Aktor europejski                                 | Tomasz Kot                          | nominacja |
| 2018 | Międzynarodowy Festiwal Filmowy w Sztokholmie          | Nagroda FIPRESCI                                 | Paweł Pawlikowski                   | nagroda   |
| 2018 | Camerimage                                             | Srebrna Żaba                                     | Łukasz Żal                          | nagroda   |
| 2018 | Festiwal Filmu Polskiego w Ameryce                     | Złote Zęby                                       | Paweł Pawlikowski                   | nagroda   |
| 2018 | Festiwal Filmu Polskiego w Ameryce                     | Nagroda Krytyków Chicagowskich                   | Paweł Pawlikowski                   | nagroda   |
| 2018 | Festiwal Młodego Kina Wschodnioeuropejskiego w Cottbus | Nagroda Publiczności                             | Paweł Pawlikowski                   | nagroda   |
| 2018 | National Board of Review of Motion Pictures            | Najlepszy film obcojęzyczny                      | Paweł Pawlikowski                   | nagroda   |
| 2018 | Tygodnik „Polityka”                                    | Paszport „Polityki” w kategorii Film             | Joanna Kulig                        | nagroda   |
| 2018 | Critics’ Choice Awards                                 | Najlepszy film nieanglojęzyczny                  | Paweł Pawlikowski                   | nominacja |
| 2018 | Hiszpańska Akademia Filmowa                            | Goya dla filmu europejskiego                     | Paweł Pawlikowski                   | nagroda   |
| 2019 | Amerykańskie Stowarzyszenie Operatorów                 | Nagroda Amerykańskiego Stowarzyszenia Operatorów | Łukasz Żal                          | nagroda   |
| 2019 | Brytyjska Akademia Sztuki Filmowej                     | Najlepszy reżyser                                | Paweł Pawlikowski                   | nominacja |
| 2019 | Brytyjska Akademia Sztuki Filmowej                     | Najlepszy scenariusz oryginalny                  | Paweł Pawlikowski Janusz Głowacki   | nominacja |
| 2019 | Brytyjska Akademia Sztuki Filmowej                     | Najlepszy film nieanglojęzyczny                  | Paweł Pawlikowski                   | nominacja |
| 2019 | Brytyjska Akademia Sztuki Filmowej                     | Najlepsze zdjęcia                                | Łukasz Żal                          | nominacja |
| 2019 | Koło Piśmiennictwa Filmowego SFP                       | Złota Taśma dla filmu polskiego                  | Paweł Pawlikowski                   | nagroda   |
| 2019 | London Critics’ Circle Film Awards                     | Nagroda dla najlepszego filmu nieanglojęzycznego | Paweł Pawlikowski                   | nagroda   |
| 2019 | London Critics’ Circle Film Awards                     | Nagroda za osiągnięcia techniczne                | Łukasz Żal                          | nagroda   |
| 2019 | Amerykańska Akademia Sztuki i Wiedzy Filmowej          | Oscar dla najlepszego filmu nieanglojęzycznego   | Paweł Pawlikowski                   | nominacja |
| 2019 | Amerykańska Akademia Sztuki i Wiedzy Filmowej          | Oscar za najlepszą reżyserię                     | Paweł Pawlikowski                   | nominacja |
| 2019 | Amerykańska Akademia Sztuki i Wiedzy Filmowej          | Oscar za najlepsze zdjęcia                       | Łukasz Żal                          | nominacja |
| 2019 | Francuska Akademia Sztuki Filmowej                     | Cezar dla najlepszego filmu zagranicznego        | Paweł Pawlikowski                   | nominacja |
| 2019 | Polskie Nagrody Filmowe                                | Orzeł dla najlepszego filmu                      | Paweł Pawlikowski                   | nagroda   |
| 2019 | Polskie Nagrody Filmowe                                | Orzeł za najlepszą reżyserię                     | Paweł Pawlikowski                   | nagroda   |
| 2019 | Polskie Nagrody Filmowe                                | Orzeł za najlepszy scenariusz                    | Paweł Pawlikowski Janusz Głowacki   | nagroda   |
| 2019 | Polskie Nagrody Filmowe                                | Orzeł za najlepsze zdjęcia                       | Łukasz Żal                          | nagroda   |
| 2019 | Polskie Nagrody Filmowe                                | Orzeł za najlepszy dźwięk                        | Maciej Pawłowski Mirosław Makowski  | nagroda   |
| 2019 | Polskie Nagrody Filmowe                                | Orzeł za najlepszy montaż                        | Jarosław Kamiński                   | nagroda   |
| 2019 | Polskie Nagrody Filmowe                                | Orzeł za najlepszą główną rolę kobiecą           | Joanna Kulig                        | nagroda   |
| 2019 | Polskie Nagrody Filmowe                                | Orzeł za najlepszą scenografię                   | Katarzyna Sobańska Marcel Sławiński | nominacja |
| 2019 | Polskie Nagrody Filmowe                                | Orzeł za najlepsze kostiumy                      | Aleksandra Staszko                  | nominacja |
| 2019 | Polskie Nagrody Filmowe                                | Orzeł za najlepszą główną rolę męską             | Tomasz Kot                          | nominacja |
| 2019 | Polskie Nagrody Filmowe                                | Orzeł za najlepszą drugoplanową rolę kobiecą     | Agata Kulesza                       | nominacja |
| 2019 | Polskie Nagrody Filmowe                                | Orzeł za najlepszą drugoplanową rolę męską       | Borys Szyc                          | nominacja |
| 2019 | Empik                                                  | Bestseller Empiku w kategorii: Film polski       | Paweł Pawlikowski                   | nagroda   |
| 2019 | Stowarzyszenie Autorów Zdjęć Filmowych                 | Nagroda za zdjęcia do filmu fabularnego          | Łukasz Żal                          | nagroda   |
| 2019 | Tarnowska Nagroda Filmowa                              | Grand Prix                                       | Paweł Pawlikowski                   | nagroda   |
| 2019 | Tarnowska Nagroda Filmowa                              | Nagroda Publiczności                             | Paweł Pawlikowski                   | nagroda   |
| 2019 | Europejska Nagroda Filmowa                             | Nagroda Publiczności                             | Paweł Pawlikowski                   | nagroda   |